# 酒井美緒
酒井 美緒（さかい みお）管理栄養士／公認スポーツ栄養士。
アスリートのキャリア支援を行いながら、個人、チーム、保護者問わずアスリートの栄養サポートを業務に従事。
大学の授業や行政機関のイベントにも数多くの登壇実績を持つ。

## 人物・略歴
兵庫県尼崎市出身。
高校生の時に甲子園球場の近くに住んでいたこともあり高校野球観戦が趣味であった。
高校野球に魅了されアスリートを支える管理栄養士を目指し武庫川女子大学へ進学。
当時は、大阪桐蔭の辻内崇伸が大好きであったと語っている。
2012年国家試験合格。
新卒でわかさ生活に入社したのがきっかけで日本女子プロ野球機構の球団管理栄養士をしたのがスポーツ栄養に携わるスタートとなった。
その後、日本体育大学アーチェリー部をはじめ数多くのチームやアスリートをサポートした。
わかさ生活を退社し2016年株式会社スポーツフィールドに入社。
2018年日本スポーツ協会と日本栄養士会共同認定である公認スポーツ栄養士を取得。
アスリートのキャリア支援を行いながら、個人、チーム、保護者問わずアスリートの栄養サポートを業務に従事。
大学の授業や行政機関のイベントにも数多くの登壇する。
大阪経済大学では、理事で教授の元・オリンピック選手である若吉浩二が定期的に講師として学生のためにと酒井を招いている。
関西学院大学ラグビー部は、小樋山樹が監督に就任後、2020年からチームサポートをしている。
2021年には、エアロビック競技選手の上田真穂と女子アスリート向け栄養学講座をオンラインでの開催などが注目された。
また、この時のオンライン講座にはゲスト出演した女子プロ野球の小西美加とも再会をしている。
講演や授業は、わかりやすいと評判になったことから、複数メディアから取材等も受けるようになった。
同年、元・Jリーガーの村田和哉や北京五輪体操男子団体で銀メダルを獲得した沖口誠や棒高跳びでリオ五輪に出場した荻田大樹とともに栄養学講座を開催。